# Un soir à Tibériade
Pour plus de détails, voir Fiche technique et Distribution.
Un soir à Tibériade (titre israélien : Pitzutz B'Hatzot) est un film franco-israélien réalisé par Hervé Bromberger et sorti en 1966.

## Synopsis
Un ingénieur français s'installe en Israël avec sa femme et sa fille, pour y diriger des travaux d'irrigation. Sa fille Catherine se sent exclue, et disparaît.

## Fiche technique
- Titre israélien : "Pitzutz B'Hatzot"
- Réalisation : Hervé Bromberger
- Scénario : David Greenberg, Moshe Hadar et Meir Magen
- Photographie : Pierre Petit
- Musique : Joseph Kosma
- Société de distribution : Compagnie française de distribution cinématographique
- Format : Couleur et Noir et blanc - 35 mm - Son mono
- Genre : Film dramatique
- Durée : 90 minutes
- Dates de sortie :
  - France en 1962[réf. nécessaire]
  - Israel- 22 juin 1966

## Distribution
- Raymond Pellegrin : L'ingénieur Carlo Bronti
- Pascale Petit : Mme Pronti
- Evi Klugstein : Catherine Bronti
- Natan Cogan
- Tsipora Lapid
- Geula Nuni
- Alexander Peleg